# Clásica San Sebastián 2001
De 21ste editie van de Clásica San Sebastián werd gehouden op zaterdag 11 augustus 2001 in en rondom de Baskische stad San Sebastian, Spanje. De editie van 2001 ging over een afstand van 227 kilometer en was de zesde wedstrijd in de strijd om de Wereldbeker wielrennen. 

## Uitslag
| Clásica San Sebastián 2001 (227 km) |                         |                    |          |
| Plaats                              | Naam                    | Ploeg              | Tijd     |
| Winnaar                             | Laurent Jalabert        | CSC-Tiscali        | 5u17'54" |
| 2                                   | Francesco Casagrande    | Fassa Bortolo      | z.t.     |
| 3                                   | Davide Rebellin         | Liquigas-Pata      | z.t.     |
| 4                                   | Wladimir Belli          | Fassa Bortolo      | z.t.     |
| 5                                   | Serge Baguet            | Lotto-Adecco       | +00' 26" |
| 6                                   | Stefano Garzelli        | Mapei-Quick Step   | +00' 34" |
| 7                                   | Piotr Wadecki           | Domo-Farm Frites   | z.t.     |
| 8                                   | Andrea Ferrigato        | Alessio            | z.t.     |
| 9                                   | Erik Dekker             | Rabobank           | z.t.     |
| 10                                  | Javier Pascual Llorente | Kelme-Costa Blanca | z.t.     |

1981 · 1982 · 1983 · 1984 · 1985 · 1986 · 1987 · 1988 · 1989 · 1990 · 1991 · 1992 · 1993 · 1994 · 1995 · 1996 · 1997 · 1998 · 1999 · 2000 · 2001 · 2002 · 2003 · 2004 · 2005 · 2006 · 2007 · 2008 · 2009 · 2010 · 2011 · 2012 · 2013 · 2014 · 2015 · 2016 · 2017 · 2018 · 2019 · 2020 · 2021 · 2022 · 2023 · 2024